# Zeurange
Zeurange est une ancienne commune de la Moselle et un village de la commune de Flastroff en Moselle.

## Géographie
- Le ruisseau de Zeurange coule sur le territoire des communes de Colmen et de Flastroff.

## Toponymie
- Soeringas (720), Sireringa (XIe siècle), Zuringa (XIe siècle), Zuringen (1594), Xoirange (1680), Zeringen (1682), Zerrange (1698), Souringen (1756), Souringes (1762), Zérange (1779), Zeringen & Zeiringen (1871-1918|1940-44).
- Suringen en allemand[1].
- Seiréngen/Zeiréngen et Zairengen en francique lorrain (Platt).

## Histoire
- Une partie du village dépendait de la seigneurie de Frémestroff en 1681.
- Siège d'un fief et d'une justice en 1682.
- Rattaché à Flastroff[Quand ?].

## Démographie
| 1900 |
| ---- |
| 234  |

## Lieux et monuments
- chapelle Saint-Gall.